# Karine Ventalon
 (novembre 2021).
Si vous disposez d'ouvrages ou d'articles de référence ou si vous connaissez des sites web de qualité traitant du thème abordé ici, merci de compléter l'article en donnant les références utiles à sa vérifiabilité et en les liant à la section « Notes et références ».
Karine Ventalon est une actrice et mannequin française.

## Filmographie

### Cinéma

#### Longs-métrages
- 2008 : Fais-moi plaisir ! d'Emmanuel Mouret
- 2009 : Au-delà de Clint Eastwood
- 2012 : Les Infidèles d'Emmanuelle Bercot, Fred Cavayé et Alexandre Courtès
- 2013 : Les Recettes du bonheur de Lasse Hallström
- 2016 : Je t'aime, filme-moi ! d'Alexandre Messina
- 2017 : Hikikomori de Sophie Attelann
- 2018 : Neuilly sa mère, sa mère ! de Gabriel Julien-Laferrière

#### Courts-métrages
- 2006 : Obscur de Kévin Sardet et Anthony Barthelemy
- 2006 : La couleur sang de Simon Saulnier
- 2006 : Homo Darwinus de Nicolas Duchemin Harvard
- 2007 : Le cercueil de Marc Desti
- 2007 : Versions de Kévin Sardet et Anthony Barthelemy
- 2008 : Les suspects de Sébastien Onomo
- 2008 : Les mémoires de l'aube de Nicolas Knuc
- 2014 : La prostitution de Pascal Luneau
- 2014 : Lucas de Julien Seri
- 2015 : Quelques jours avec toi de Jean-Claude Tran
- 2015 : Le Dernier Zombie d'Anthony Lecomte

### Télévision
- 2007 : Les Tricheurs (saison 2, épisode 1) de Laurent Carcélès
- 2009 : Les copines d'abord de Damien Stevens
- 2009 : Notre Dame des barjots d'Arnaud Sélignac
- 2010 : Un bébé pour mes 40 ans de Pierre Joassin rôle de Neleuke
- 2010 : Un mari de trop de Louis Choquette
- 2010 : Commissariat central d'Olivier Blanc
- 2012 : Si près de chez vous (Photos chocs)
- 2013 : petits secrets entre voisins (épisodes 76: Les escaliers) : Melanie
- 2013 : Section de recherches (saison 8, épisode 6) de Christian Guérinel rôle de Sophie
- 2014-2015 : Commissaire Magellan de Lionel Chatton et Emmanuel Rigaut
- 2016 : Plus belle la vie plusieurs réalisateurs , rôle d'Isabelle
- 2018 : Jusqu'à ce que la mort nous unisse de Delphine Lemoine, rôle de Myriam
- 2019 : Un si grand soleil Plusieurs réalisateurs , rôle de Morgan Platet
- 2022 : Camping Paradis de Laurent Ournac, rôle de Carole
- 2022 : Les Mystères de l'amour, rôle d'Emeraude

## Théâtre
- 2003 : Plus Moyen de se Concentrer de Václav Havel M/S Jean Chrétien, rôle de Blanche
- 2003 : Légères en Août de Denise Bonal M/S Karine Ventalon et rôle de Florence
- 2005 : Faut pas Payer de Dario Fo M/S Karine Ventalon et rôle de Margherita
- 2007 - 2006 La Princesse et le Plombier de Gérard Levoyer M/S Nicolas Leroy, rôle de la Princesse
- 2008 : La Baby-sitter de René de Obaldia, M/S William Malatrat, rôle de la Baby Sitter
- 2008 : L'Athlète à Totaux de William Malatrat et Karine Ventalon , seul en scène
- 2009 : Les Deux Moitiés d'Enzo Cormann et Christian Rullier M/S Karine Ventalon et Rôle de Clara
- 2012 : Le Crapaud de Chantal Alves Malignon M/S Jean Louis Tribes , rôle de Béatrice
- 2013 - 2011 : A l'École des Fées de et M/S Karine Ventalon et rôle de Fée Plume
- 2015 - 2018 : Le Journal d'une Femme de Chambre d' Octave Mirbeau M/S William Malatrat, seul en scène
- 2019 : Le Quai des Brumes de Jacques Prévert et de Marcel Carné, M/S Philippe Nicaud, rôle de Nelly
- 2022 : Des Plans sur La Comète de et M/S Tristan Petitgirard Rôle d'Estelle ou de Garance
- 2023 : Ceux qui Restent de et M/S Camille Prioul, rôle de Juliette et d'Annie
- 2023 : Petits Mensonges entre Amis de Sacha Guitry M/S de Lionel Fernandez , rôle principal féminin

## Web-séries
- 2010 : J'ai jamais su dire non- Slimane-Baptiste Berhoun
- 2012 : Le guichet - Slimane-Baptiste Berhoun
- 2012 : Rupture mode d'emploi (26X3mins) - Sébastien Onomo, Prix de la meilleure web fiction au festival des écrans de l'humour de La Ciotat
- 2014 : La théorie des Balls  (10X8mins) - Slimane-Baptiste Berhoun
- 2015 : Le secret des Balls (10X8mins) - Slimane-Baptiste Berhoun
- 2018 : Stella se fait des films - Anthony Lecomte

## Doublage
- 2023 : Mayday : Brie (Lilly Krug)
- 2023 : Hunger Games : La Ballade du serpent et de l'oiseau chanteur : Brandy (Luna Kuse)
- 2023 : Napoléon : ? (?)
- 2024 : Apocalypse Z : Le début de la fin : ? (?)

## Distinctions
- 2005 : Nommée pour la Meilleure comédienne dans un second rôle au Festival du printemps théâtral de Reims pour Faut pas Payer de Dario Fo.
- 2015 : PrixMeilleure comédienne dans un premier rôle et nommée pour le Meilleur seul-en-scène aux P'tits Molière pour Le Journal d'une Femme de Chambre d'Octave Mirbeau.